# Cephalophus rufilatus
Céphalophe à flancs roux
Espèce
Statut de conservation UICN

 LC  : Préoccupation mineure
Le Céphalophe à flancs roux (Cephalophus rufilatus) est un mammifère appartenant à la famille des Bovidae.